# Gudaf Tsegay
Gudaf Tsegay (23 de janeiro de 1997) é uma atleta meio-fundista etíope, campeã mundial, recordista mundial e medalhista olímpica.
Nos Jogos Olímpicos de Tóquio 2020 conquistou a medalha de bronze na prova de 5000 metros com o tempo de 14:38.87. Ela também ganhou outra medalha de bronze no Campeonato Mundial de Atletismo de 2019 na prova de 1500 metros. No Mundial seguinte, Eugene 2022, se tornou campeã mundial dos 5000 metros e ficou com a medalha de prata nos 1500 metros. Em Budapeste 2023 foi medalha de ouro e campeã mundial dos 10 000 metros.
Em setembro de 2023 ela quebrou o recorde mundial dos 5000 metros com o tempo de 14:00:21 na última etapa da Diamond League em Eugene, Estados Unidos.
Na primeira etapa da Diamond League de 2024, em Xiamen, China, ela fez a terceira melhor marca do mundo para os 1500 m, 3:50.30. No mesmo ano ela fez a terceira melhor marca do mundo para os 10 000 m – 29:05.9 – no Prefontaine Classic, etapa de Eugene, EUA.